# Zurrón de caza

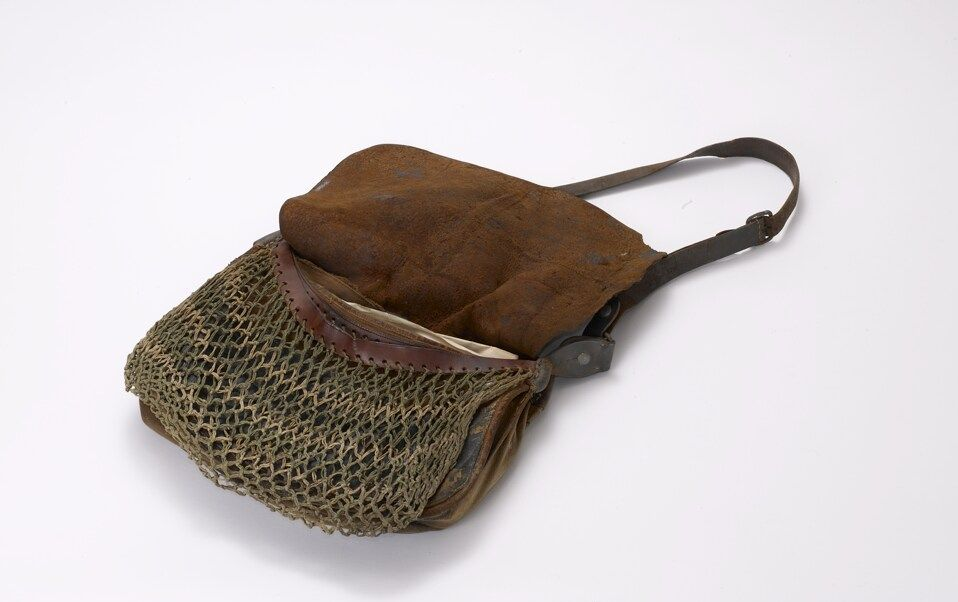
Zurrón de caza, de los Museos Departamentales de Haute-Saône

Un zurrón de caza es una bolsa  empleada por el cazador para transportar su equipo, su comida y accesorios de caza, p.e. cartuchos. Suele ser una bolsa de tamaño mediano ya que también se utiliza para transportar las piezas capturadas. De cuero o tela, generalmente el zurrón está equipado con una gran correa para llevarlo colgado del hombro "en bandolera". Hay chaquetas de caza con un zurrón integrado en la espalda.

## Descripción

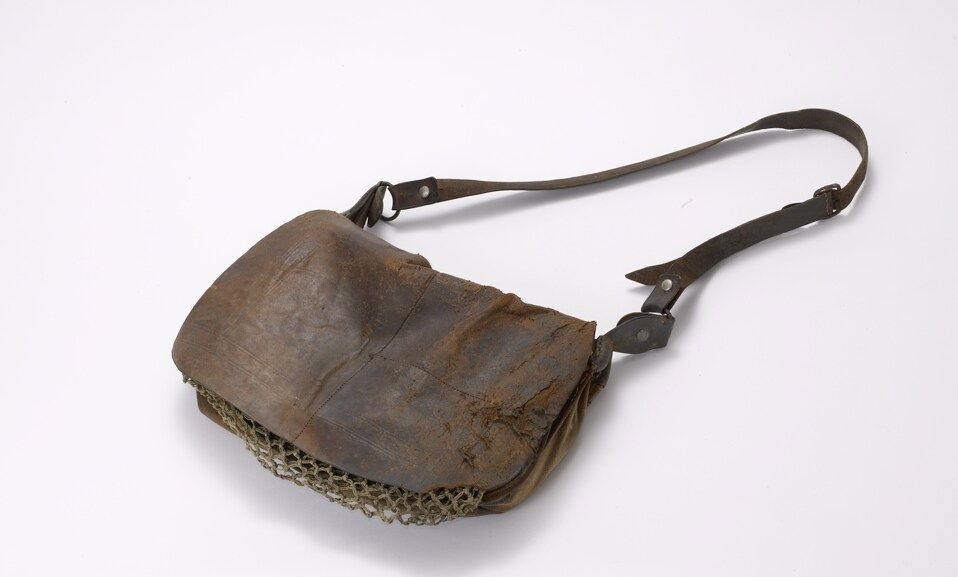
Zurrón de caza, de los Museos Departamentales de Haute-Saône

Los zurrones de caza se fabrican tradicionalmente con cuero resistente y se llevan colgados al hombro con una correa ancha. Tienen forma rectangular y contienen compartimentos para artículos pequeños, que están protegidos por la tapa de la bolsa, que suele ser grande. Se le suelen adjuntar unos cordeles, (que a veces terminan en anillos) para colgar aves muertas. Para cacerías a corto plazo, los llamados American hunting packs, que tienen una forma cuadrada redonda oblonga, son los más convenientes.